# Leptocleidus
Il leptocleido (gen. Leptocleidus) è un rettile marino estinto, appartenente ai pliosauri. Visse nel Cretaceo inferiore (120 – 110 milioni di anni fa); i suoi resti sono stati rinvenuti in Inghilterra, Sudafrica e Australia.

## Descrizione
Questo animale, generalmente della taglia di una focena (anche se la specie Leptocleidus clemai poteva superare i tre metri di lunghezza), aveva un aspetto primitivo rispetto a quello degli altri pliosauri, nonostante sia apparso nella documentazione fossile così tardi. Rispetto a generi come Pliosaurus, il capo era ancora corto, mentre il collo era relativamente lungo. Sul cranio triangolare era presente una cresta distintiva, mentre il corpo era piccolo e compatto, con zampe trasformate in pagaie.

## Classificazione

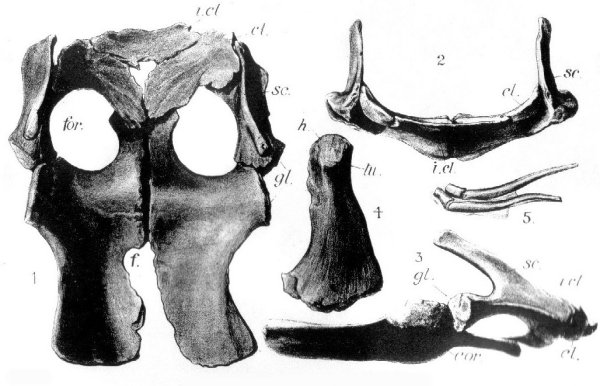
Ricostruzione del cinto pelvico di Leptocleidus superstes

Il leptocleido è stato descritto per la prima volta nel 1922 da Andrews, e subito sono stati riscontrati caratteri di primitività; sembra che questi animali di taglia medio – piccola fossero i discendenti dei grandi romaleosauridi del Giurassico inferiore, che rappresentarono i primi grandi pliosauri predatori.
Di questo animale sono note varie specie: Leptocleidus superstes dell'Inghilterra, L. capensis del Sudafrica (precedentemente noto come Peyerus) e L. clemai dell'Australia. L'esemplare fossile noto con il soprannome di “Eric”, proveniente anch'esso dall'Australia e conservato in opale, è stato ascritto a questo genere ma poi riclassificato in un genere a sé stante, Umoonasaurus.

## Stile di vita
A causa delle dimensioni e della morfologia di questo animale, gli studiosi ritengono che il leptocleido fosse un piccolo predatore che abitava le acque costiere, gli estuari o addirittura le acque dolci. Probabilmente questi animali predavano piccoli pesci o cefalopodi simili a calamari.